# Thomas Bué
Pas d'image ? Cliquez ici

a Compétitions nationales et continentales officielles uniquement.

Dernière mise à jour le 30 juin 2025.
Thomas Bué, né le 25 juillet 2002, est un joueur français de rugby à XV jouant au poste de pilier gauche avec l'US Montauban.

## Biographie

### Jeunesse et formation
Thomas Bué naît le 25 juillet 2002 et grandit à Beaumont-de-Lomagne dans le Tarn-et-Garonne,. Il commence la pratique du rugby à XV à l'âge de huit ans au Stade beaumontois. Après sept années de formation, il rejoint en 2017 le centre de formation de l'Union sportive montalbanaise.
Pendant son passage au club, Thomas Bué gravit les échelons, intégrant l'équipe espoirs. Son poste de prédilection est pilier gauche, mais il est capable de jouer également à droite en cas de besoin.

### Carrière professionnelle
Thomas Bué commence sa carrière professionnelle lors de la défaite de l'US Montauban face à l'AS Béziers lors de la 4e journée de Pro D2 2022-2023, le 16 septembre 2022, entrant en jeu pendant 22 minutes. Au cours de sa première saison, il participe à cinq autres rencontres.
Au cours de la saison 2023-2024, Thomas Bué dispute 17 rencontres et s'impose comme l'une des satisfactions majeures de l'Union sportive montalbanaise, qui parvient à se maintenir de justesse en Pro D2. 
Le 10 juillet 2024, Thomas Bué signe son premier contrat professionnel avec le club vert et noir, devenant un élément incontournable sous les ordres du manager Sébastien Tillous-Borde. Malgré de nombreuses sollicitations de clubs de Top 14, notamment le RC Toulon, le Castres olympique et l'Aviron bayonnais, Bué choisit de poursuivre l'aventure à Montauban.
Au début de la saison suivante, Bué inscrit un essai crucial face au Biarritz olympique permettant à l'US Montauban d'arracher la victoire en fin de rencontre,. À la fin de la saison 2024-2025, il participe au très bon parcours qui se termine par un titre de champion de France, et une accession au Top 14, après une finale remportée face au FC Grenoble. Il est remplaçant lors de la phase finale du championnat, étant alors devancé par l'ancien rochelais Léo Aouf.

## Palmarès
- Vainqueur du Championnat de France de 2e division en 2025 avec l'US Montauban.